# Haworthia arachnoidea
Haworthia arachnoidea ist eine Pflanzenart der Gattung Haworthia in der Unterfamilie der Affodillgewächse (Asphodeloideae).

## Beschreibung
Haworthia arachnoidea wächst stammlos und einzeln oder sprossend. Die 25 bis 80 einwärts gebogenen, dreieckigen bis eiförmig-lanzettlichen Laubblätter bilden eine dichte Rosette mit einem Durchmesser von 6 bis 12 Zentimeter. Die hell- bis dunkelgrüne, gekielte Blattspreite ist 2 bis 7 Zentimeter lang und 1 bis 2 Zentimeter breit. Die Spitzen vertrocknen häufig grauweiß bis bräunlich und bilden eine schützende Hülle. Die Blattoberfläche ist nicht durchscheinend und nur gelegentlich mit einem schwachen Netzmuster bedeckt. Am Blattrand und am Blattkiel befinden sich durchscheinende, borstige Dornen von bis zu 12 Millimeter Länge. Die Blattspitze ist spitz begrannt.
Der Blütenstand erreicht eine Länge von bis zu 30 Zentimeter und besteht aus 20 bis 30 weißen Blüten.

## Systematik und Verbreitung
Haworthia arachnoidea ist in den südafrikanischen Provinzen Westkap und Ostkap verbreitet.
Die Erstbeschreibung als Aloe pumila var. arachnoidea durch Carl von Linné in Species Plantarum wurde 1753 veröffentlicht. Henri-Auguste Duval stellte die Art 1809 in die Gattung Haworthia.
Nomenklatorische Synonyme sind Aloe arachnoidea (L.) Burm.f. (1768), Catevala arachnoidea (L.) Medik. (1786) und Apicra arachnoidea (L.) Willd. (1811, unkorrekter Name ICBN-Artikel 11.3).
Es werden folgende Varietäten unterschieden:
- Haworthia arachnoidea var. arachnoidea
- Haworthia arachnoidea var. aranea (A.Berger) M.B.Bayer
- Haworthia arachnoidea var. namaquensis M.B.Bayer
- Haworthia arachnoidea var. nigricans (Haw.) M.B.Bayer
- Haworthia arachnoidea var. scabrispina M.B.Bayer
- Haworthia arachnoidea var. setata (Haw.) M.B.Bayer
- Haworthia arachnoidea var. xiphiophylla (Baker) Halda

## Nachweise